# Tesla Model Y
A Tesla Model Y egy akkumulátoros elektromos, kompakt crossover autótípus, melyet a Tesla, Inc. gyárt. 2019 márciusában mutatták be, 2020 januárjában kezdődött meg a gyártása a Tesla fremonti üzemében, és 2020. március 13-án kezdték meg az autók leszállítását.
A Tesla Model Y a Tesla Model 3 szedán platformján alapul, az alkatrészeinek kb. 75%-a megegyezik a Tesla Model 3 alkatrészeivel. A két típusnak hasonló a belső és külső kialakítása, valamint az elektromos hajtáslánca. A Model Y ugyanakkor 5 cm-rel hosszabb, 7 cm-rel szélesebb és és 17 cm-rel magasabb a Model 3-hoz képest, így tágasabb a belső tere is a Model 3-hoz képest. A Model Y kisebb és olcsóbb szegmenst tölt be, mint a  Tesla Model X, de nagyobbat, mint a Tesla Model 3. A Model X-hez hasonlóan a Model Y-hoz is van lehetőség opcionális harmadik üléssort kérni, így hét utas egyidejű utazása is lehetséges.
Az Tesla Model Y-hoz négy hajtáslánc-konfigurációt terveztek: Standard Range Rear-Wheel Drive (RWD), Long Range Rear-Wheel Drive, Long Range with Dual Motor All-Wheel Drive (AWD) és Performance (with Dual Motor All-Wheel Drive). Jelenleg a Range Rear-Wheel Drive (RWD) modell, Long Range AWD modell és a Performance hajtáslánccal elérhető.
2023-ban és 2024-ben több lépésben, jelentősen csökkentették a Tesla Model Y árát Magyarországon, aminek köszönhetően már 17 094 900 forinttól elérhetővé vált a Tesla Model Y.

## Története

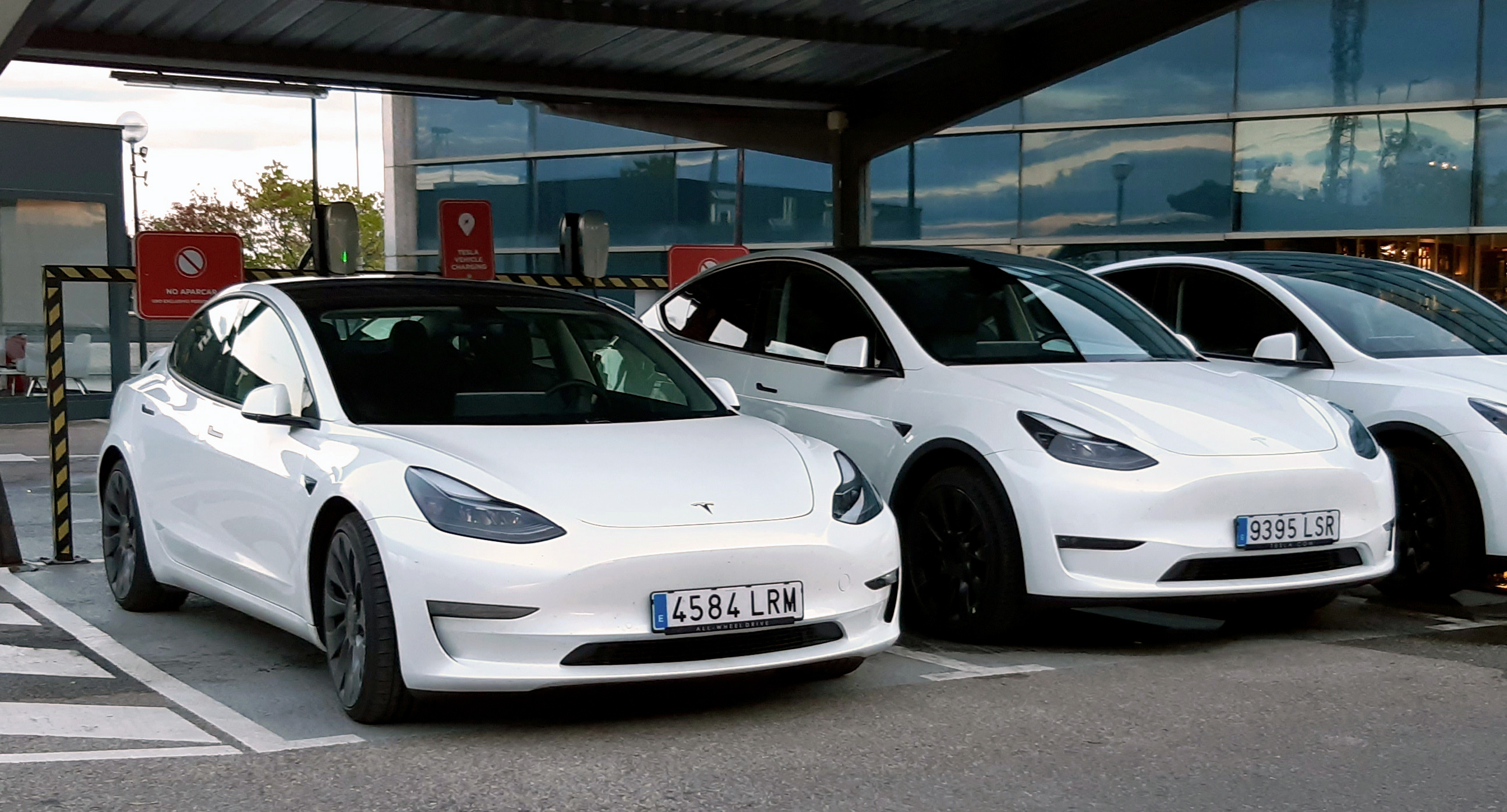
Egy Tesla Model 3 (balra) és egy Tesla Model Y (jobbra) egymás mellett

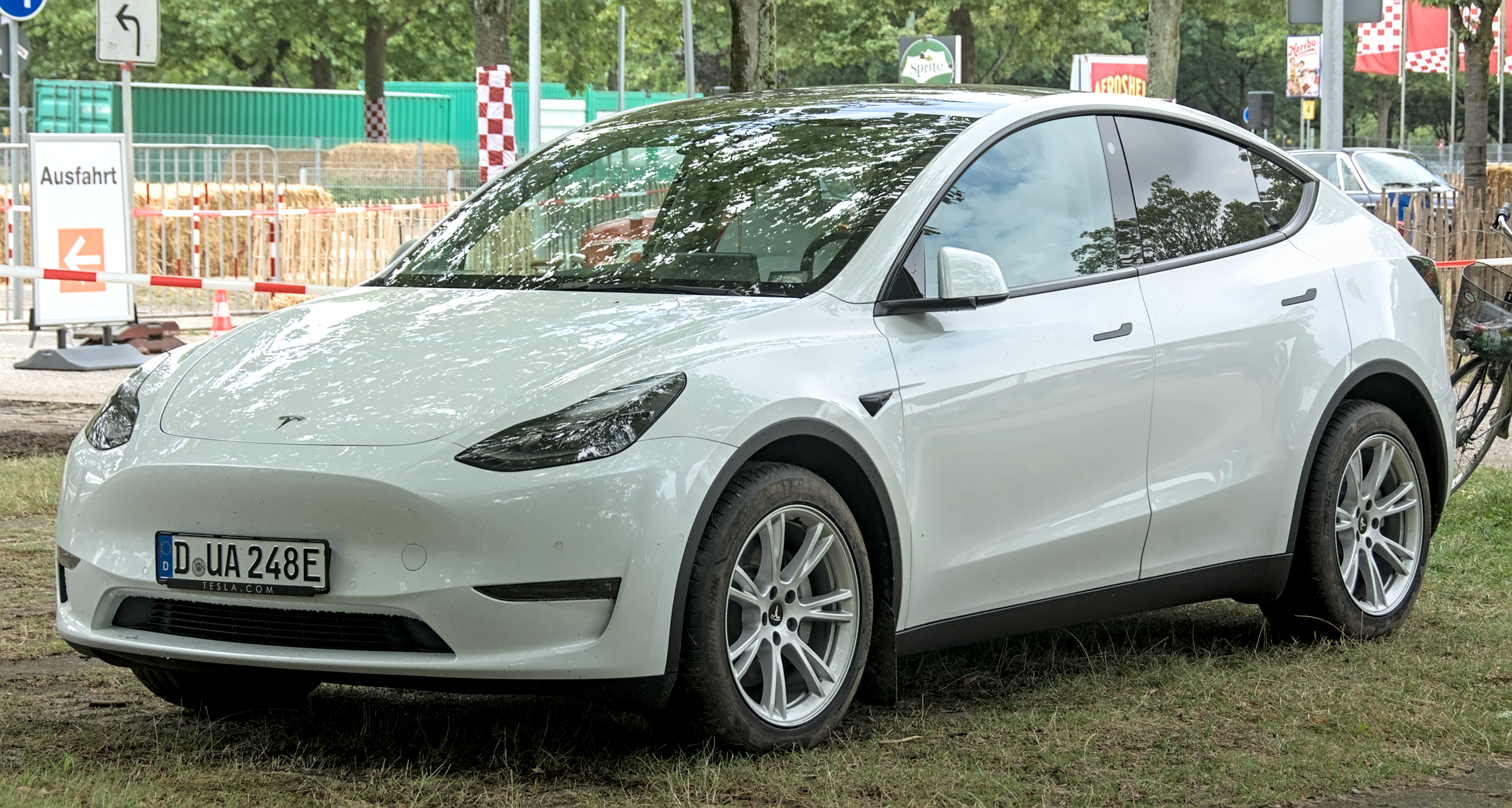
Elölnézetből

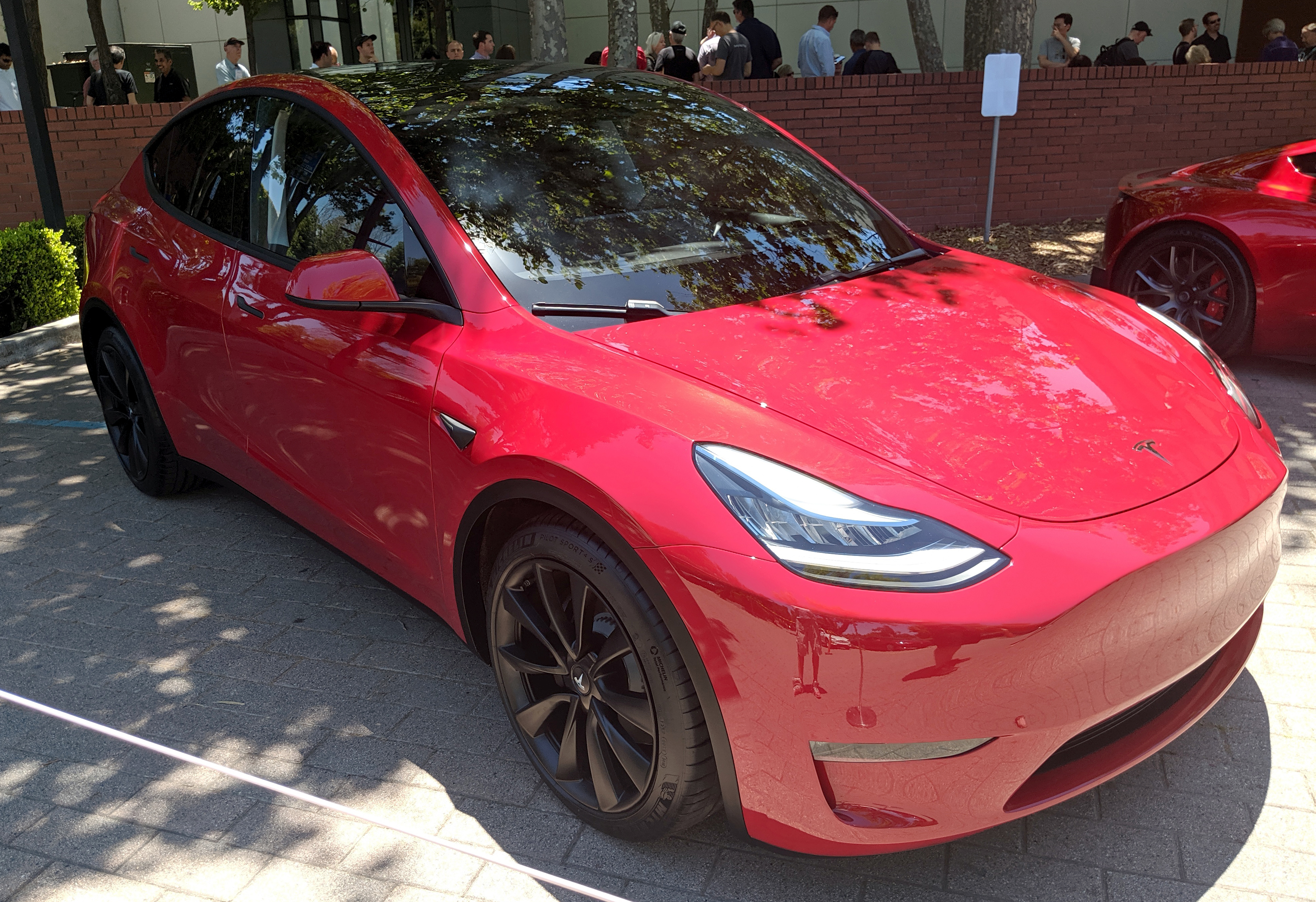
Elölnézetből

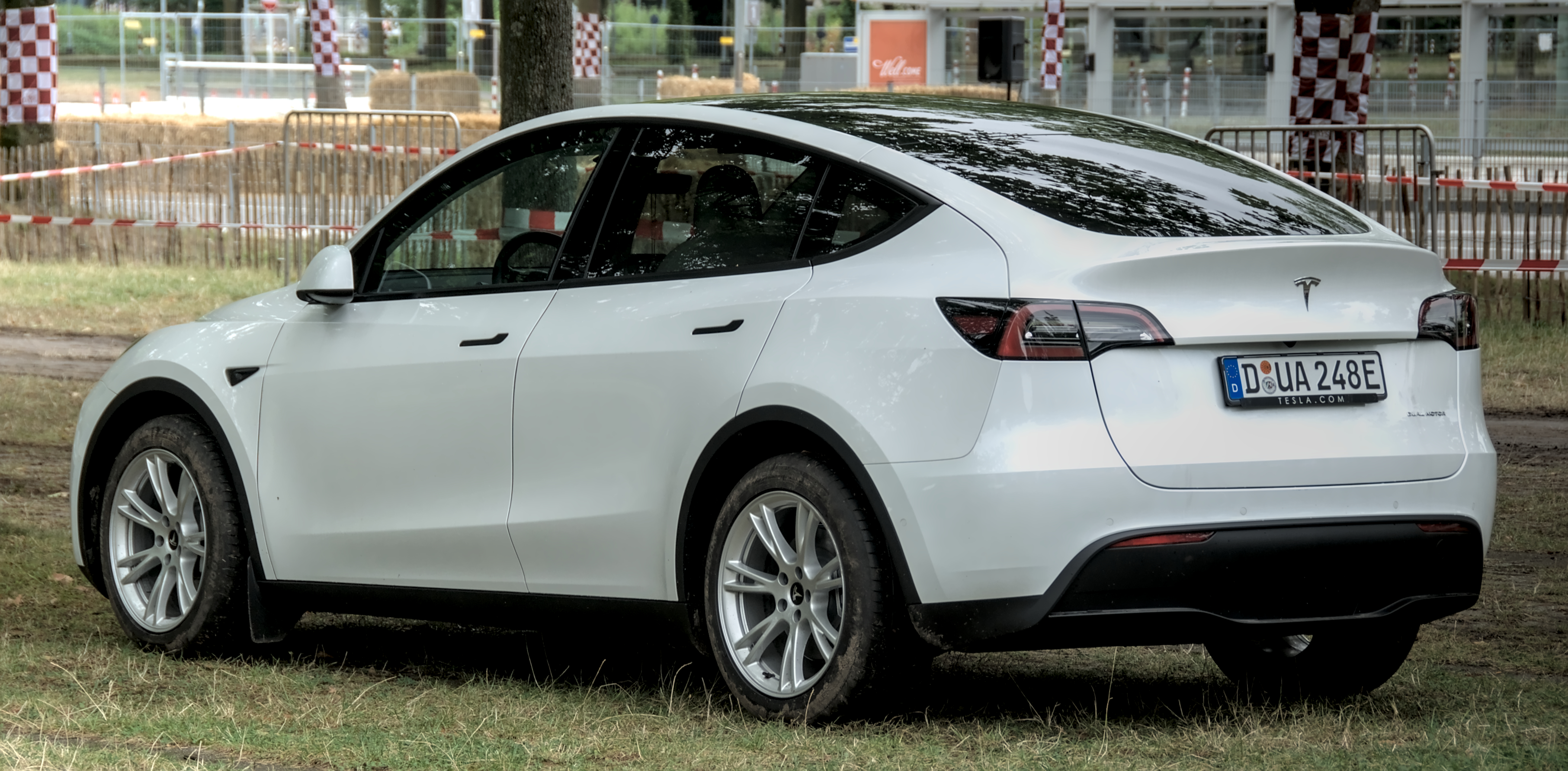
Hátulnézetből

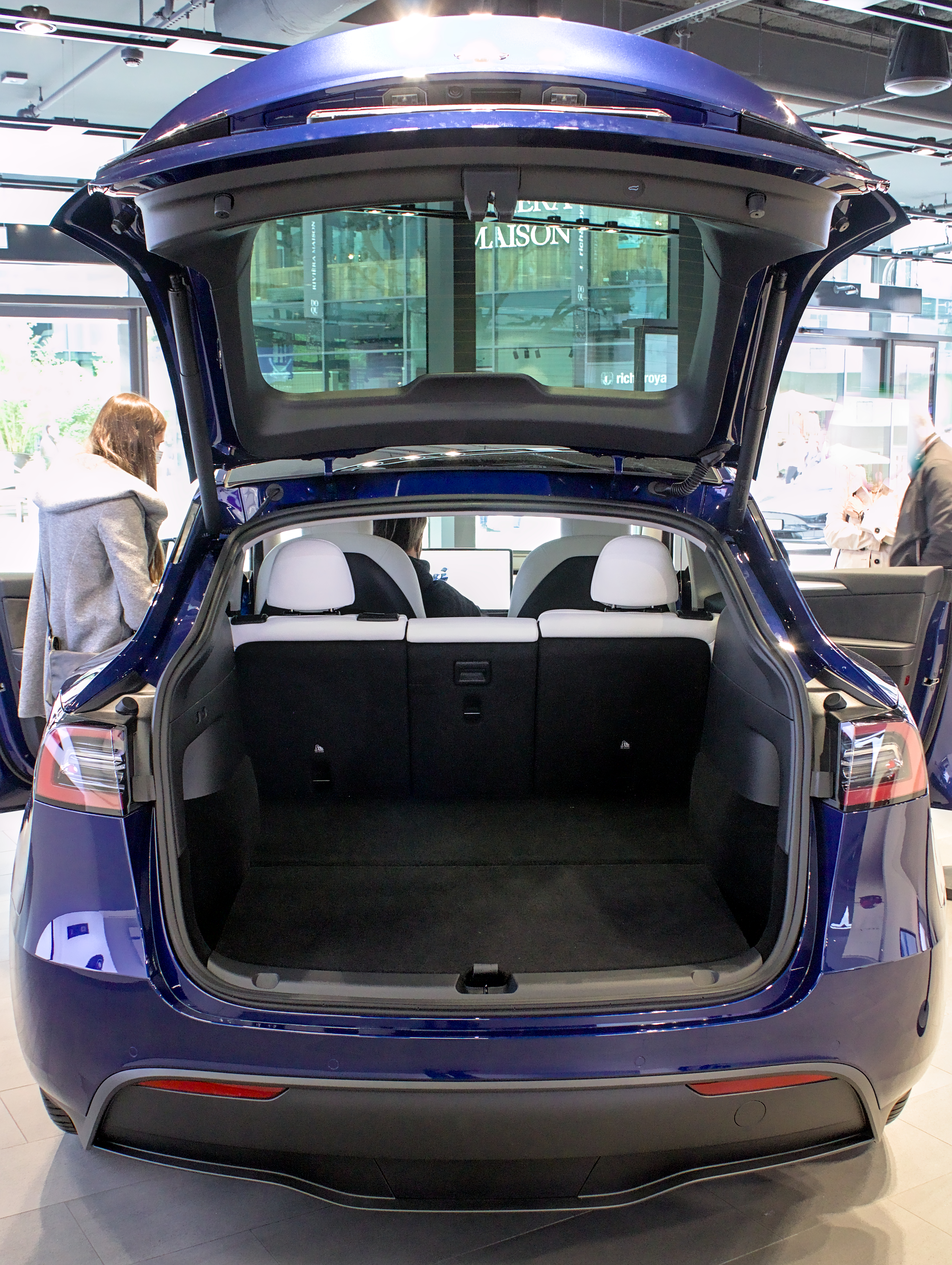
A Tesla Model Y hátsó csomagtartója

2013-ban a Tesla Motors lefoglalta a Model Y védjegyet.
2015-ben Elon Musk bemutatott egy képet egy a Tesla Model Y-ról, mely a Tesla Model 3 alapjaira épül.
2017-ben a Tesla Model Y sziluettjét a Tesla részvényesei elé tárták a júniusi éves közgyűlésen. Elon Musk azt is bejelentette, hogy a Model Y-t egy új üzemben gyártják majd, mivel nem valószínű, hogy a fremonti üzemben lesz hely egy másik gyártósor elhelyezésére.
2018 júniusában Elon Musk vezérigazgató új sziluettet mutatott be, emellett arról beszélt, hogy a Tesla Model Y hivatalosan 2019 márciusában kerül bemutatásra. A Model Y bemutatását 2018-ra tervezték; a Model 3 gyártási problémái azonban azt eredményezték, hogy az eseményt 2019-re tolták. 2018 októberében Elon Musk felfedte, hogy jóváhagyta a Model Y első sorozatgyártású változatának végleges tervét, a gyártást pedig 2020-ban tervezik elindítani. 2019. március 3-án Elon Musk több bejegyzést is közzétett a Twitteren, bejelentette a leleplezési eseményt, és bemutatott néhány specifikációt. Musk bejelentette továbbá azt is, hogy a jármű szabványos ajtókkal fog rendelkezni, szemben a Model X-en használt sólyomszárnyú ajtókkal.
2019. március 14-én Elon Musk bemutatta a Tesla Model Y-t a Tesla Hawthorne-i (Kalifornia) dizájnstúdiójában tartott rendezvényen, ahol bejelentették a specifikációkat és bemutatták a járművet. A bemutató után több Model Y jármű tesztvezetését is felajánlották a résztvevőknek. A Tesla fremonti gyárát bővíttették, hogy a Model Y gyártása is lehetővé váljon az üzemben.
2019 novemberében a Tesla bejelentette, hogy a Tesla Model Y lesz az első jármű, amelyet az első európai Gigafactoryban, a Giga Berlinben szerelnek össze.
2020. január 29-én a Tesla a 2019. negyedik negyedéves eredményjelentésében arról számolt be, hogy a Tesla Model Y gyártása már megkezdődött a fremonti gyárban, már lehet rendelni a prémium összkerékhajtású változataikat, és a Model Y leszállítása 2020 első negyedévében kezdődik.
2020. március 13-án szállította le a Tesla a Model Y-ok első darabjait, valamint közzétették a használati útmutatóját.
2020. augusztus 13-án arról számoltak be, hogy a Tesla Fremont hamarosan aktiválja a világ legnagyobb egytestű öntőgépét a Model Y gyártásához, és áttérnek a hátsó karosszéria egy darabban történő öntésére. Elon Musk azt mondta egy kérdezőnek, hogy a Berlinben gyártott Model Y „nem csak a Model Y másolata. Valójában az autógyártás alapvető technológiájának radikális újratervezése”. A Berlinben gyártott Tesla Model Y esetében a váz hátsó és elülső része egyöntvényes kialakítású. Az olvadt alumínium öntvénybe való befecskendezése és az öntött fém kihúzása robotokkal lehetővé teszi, hogy a Tesla több gyártási lépést kombináljon. Ez a gyártási folyamat várhatóan jelentős megtakarítást eredményez, beleértve a kisebb szerszámbefektetéseket, a gyártási idő csökkenését, a robotok számát és a kisebb gyártási területet.
2020. szeptember 8-án a Volkswagen-csoport igazgatótanácsának elnöke, Herbert Diess ezt írta a Tesla Model Y-ról: „Ez az autó sok szempontból (nem mindenben!) számunkra referencia: felhasználói élmény, frissíthetőség, vezetési jellemzők, a csúcsmodellek teljesítménye, töltőhálózat, tartomány. Nagy előny: Az Model Y-t eleve elektromos autónak gondolták/gondolják – akárcsak a Volkswagen ID.3-at. Sok versenytársunk még mindig használja az ICE platformját. Az eredmény: nem a legjobb elektromos járműveket kapják.”
2020. október 7-én Musk Twitteren üzent, hogy a Giga Berlinben gyártott Tesla Model Y egyrészes hátsó és első vázöntvényt, szerkezeti akkumulátort és új 4680-as cellákat kap.
2021. január 7-én a Tesla kiadta a Standard Range Rear Wheel Drive Model Y modellt, valamint az opcionális 7 üléses, harmadik sor ülés konfigurációt.
2021. július 25-én Elon Musk vezérigazgató felfedte, hogy a Tesla azt tervezi, hogy 2021 végére kiadja a Tesla Model Y frissített dizájnját. Ezenkívül a Tesla új szerkezeti akkumulátorcsomag bevezetését tervezte a hatótávolság növelése érdekében. Ezeket az új autókat a Tesla új gyártóüzemei gyártanák Austinban, Texasban és Berlinben. Ha a Tesla nem tudná 2021 végéig kifejleszteni az új 4680-as akkumulátorcellákat, akkor a szabványos akkumulátorcellákat használnák, amíg a 4680-asok elkészülnek.

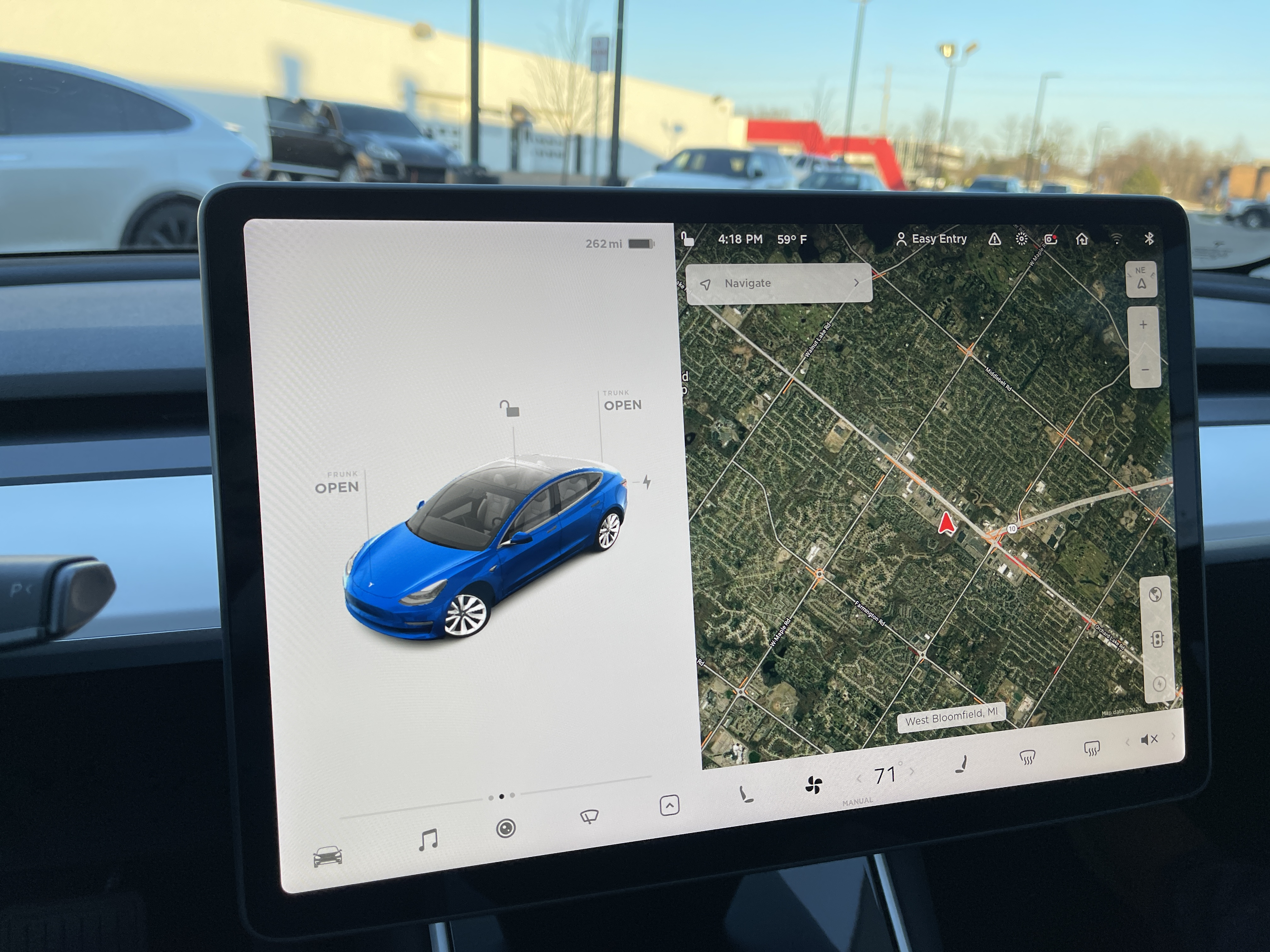
Középre szerelt 39 cm átmérőjű LCD érintőképernyő

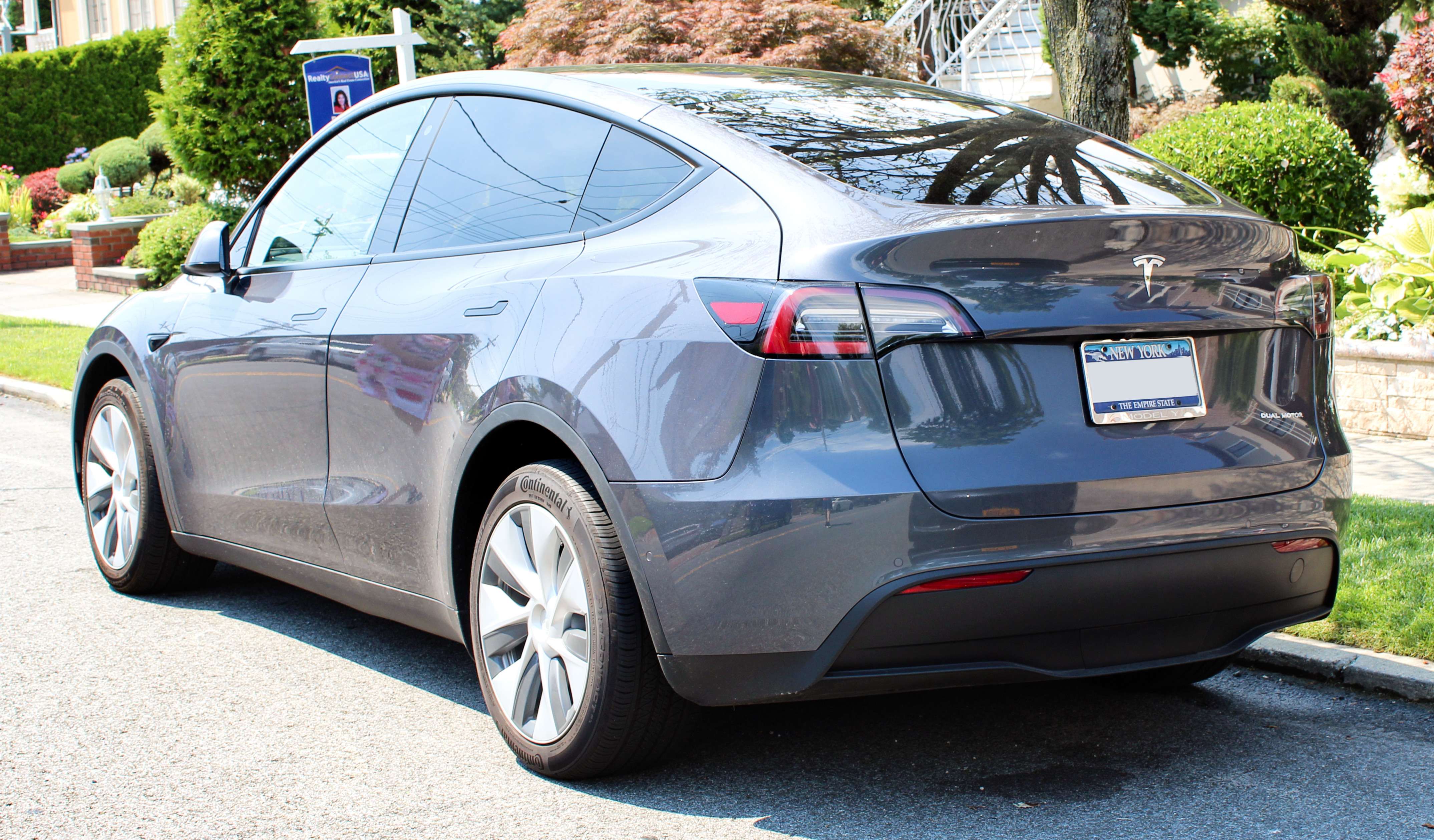
Egy parkoló Tesla Model Y

### A 2025-ös frissítés
2025. január 10-én a Tesla piacra dobta a Model Y újratervezett változatát, a szállítások márciusban kezdődtek meg. A Juniper kódnéven nevezett új Model Y-ba nappali menetfényként és hátsó lámpáként teljes szélességű fénysávot, valamint a hátsó ülésen utazók számára érintőképernyőt építettek be. A long range változat 719 kilométeres hatótávolsággal is rendelkezik, szemben a korábbi 688 kilométerrel. Mivel más modellek vásárlói panaszkodtak az irányjelző kar hiányára, ezért a 2025-ös Model Y frissített változatában megtartották a hagyományos irányjelző kart.
Az új Model Y külső megjelenésének legszembetűnőbb változásai közé tartozik a karcsúbb elülső kialakítás, áramvonalasabb orral és egy vékony, fényes sávval a motorháztetőn. A hátsó részen most egy teljes szélességű fénycsík található. A felfrissített SUV belsejében konfigurálható fénycsík található az utastérben, új érintőképernyő a hátsó utasok számára, valamint olyan fejlesztések, mint az elektromos hátsó ülések és a továbbfejlesztett felfüggesztés a kényelmesebb utazás érdekében.
- Minden Teslában van mehanikus vésznyitó kar, az új Y-n ban már szimbólum is jelöli. A kézikönyvben szerepel is.

## Műszaki adatok
| Akkumulátor              | Standard tartomány                                                                                      | Long Range                                                                                              | Long Range                                                                                              | Long Range                                                                                              |
| Erőátvitel               | RWD | RWD (törölve)                                                                                           | AWD | Performance                                                                                             |
| ------------------------ | --- | --- | --- | --- |
| Hatótáv(WLTP)            | 455 km                                                                                                  | 541 km                                                                                                  | 480 km                                                                                                  | 514 km                                                                                                  |
| Gyorsulás (0–100 km/óra) | 6,3 másodperc                                                                                           | 5,8 másodperc                                                                                           | 5,0 másodperc                                                                                           | 3,7 másodperc                                                                                           |
| Maximális sebesség       | 217 km/óra                                                                                              | 209 km/óra                                                                                              | 217 km/óra                                                                                              | 249 km/óra                                                                                              |
| Fogyasztás               | | | 13,8 kWh / 100 km                                                                                       | 15,8 kWh / 100 km                                                                                       |
| Ellenállási tényező      | 0,23 | 0,23 | 0,23 | 0,23 |
| Csomagtartó              | 1926 liter maximális űrtartalom lehajtott hátsó ülésekkel és a teljes csomagtartóval + első csomagtartó | 1926 liter maximális űrtartalom lehajtott hátsó ülésekkel és a teljes csomagtartóval + első csomagtartó | 1926 liter maximális űrtartalom lehajtott hátsó ülésekkel és a teljes csomagtartóval + első csomagtartó | 1926 liter maximális űrtartalom lehajtott hátsó ülésekkel és a teljes csomagtartóval + első csomagtartó |

### Hőszivattyú
A Model Y a Tesla első olyan autója, amely hőszivattyút használ fűtéséhez. Más gyártók néhány elektromos járművében, köztük a Nissan Leaf, a Renault Zoe, a BMW i3 EV, a Jaguar I-Pace, az Audi e-tron és a Kia Niro-ban esetében szintén hőszivattyút használnak. Hideg időben a Model Y hőszivattyú akár 300%-kal hatékonyabb lehet, mint más Tesla autók elektromos ellenállásfűtése. Emiatt hideg időben a Model Y-ok energiatakarékosabbak, mint a többi Tesla autótípus.

## Gyártás
A Tesla a leleplezéskor bejelentette, hogy a Model Y-t Giga Nevadában (a nevadai Sparksban) szerelik össze az akkumulátorral és a hajtáslánccal együtt, ellentétben a Model 3-mal, ahol csak a hajtásláncokat és az akkumulátorok gyártását végzik a Giga Nevadában, a végső összeszerelést viszont már a kaliforniai Fremontban lévő Tesla Factoryban hajtják végre. Két hónappal később, 2019 májusában a Tesla közölte, hogy ehelyett a Tesla Fremont Factory gyártósoraiban kívánnak helyet adni a Model Y gyártásának. Később a Model Y-t a Giga Shanghai-ban és Giga Berlinben is fognak összeszerelni.
Az Egyesült Államokban 2020 márciusában kezdődtek meg a Long Range AWD és a Performance verziók szállításai. Még 2020-ban a Tesla elkezdte szállítani a Model Y-okat a kanadai és a mexikói vevőknek is.

## Biztonság
| NHTSA (USA)                   | NHTSA (USA) | IIHS (USA)                                             | IIHS (USA)              | EURONCAP (2022) (EU)   | EURONCAP (2022) (EU) |
| ----------------------------- | ----------- | ------------------------------------------------------ | ----------------------- | ---------------------- | -------------------- |
| Összesítve                    | 5/5         | Kis átfedés elöl, vezetőoldalon                        | Jó                      | Átfogó                 | 5/5                  |
| Frontális ütközés, vezetőülés | 5/5         | Kis átfedés elöl, utasoldalon                          | Jó                      | Felnőtt utas           | 97%                  |
| Frontális ütközés, anyósülés  | 5/5         | Mérsékelt átfedés elöl                                 | Jó                      | Gyermek utas           | 87%                  |
| Oldalütközés, vevetőülés      | 5/5         | Oldal (eredeti teszt)                                  | Jó                      | Sebezhető úthasználók  | 82%                  |
| Oldalütközés, hátsó utas      | 5/5         | Tető szilárdsága                                       | Jó                      | Biztonsági asszisztens | 98%                  |
| Oldalsó oszlop                | 5/5         | Fejtámlák és ülések                                    | Jó                      |                        |                      |
| Borulás                       | 5/5         | Fényszórók (felszereléstől/opciótól függően)           | \| Jó \| Elfogadható \| |                        |                      |
|                               |             | Két jármű frontális ütközésének megelőzése             | kiváló                  |                        |                      |
|                               |             | Jármű és gyalogos közötti frontális ütközés megelőzése | kiváló                  |                        |                      |
|                               |             | LATCH könnyű használat                                 | Elfogadható             |                        |                      |
| Jó                            | Elfogadható |                                                        |                         |                        |                      |

## Lásd még
- Elektromos autók listája
- Tesla Model 3
- Tesla Cybertruck
- Tesla Model S
- Tesla Model X
- Tesla Roadster
- Tesla Semi

## Fordítás
Ez a szócikk részben vagy egészben  a   Tesla Model Y című angol Wikipédia-szócikk ezen változatának fordításán alapul.  Az eredeti cikk szerkesztőit annak laptörténete sorolja fel. Ez a jelzés csupán a megfogalmazás eredetét és a szerzői jogokat jelzi, nem szolgál a cikkben szereplő információk forrásmegjelöléseként.